# Лиходзиевский, Степан Иванович
Степан Иванович Лиходзиевский (бел. Сцяпан Іванавіч Ліхадзіеўскі; 9 мая 1911, Басловичи, Минская губерния — 13 февраля 1979, Ташкент) — белорусский поэт, переводчик, литературовед. Доктор филологический наук (1965), профессор (1968). Член Союза писателей СССР (с 1948).

## Биография
Родился в деревне Басловцы Слуцкого уезда Минской губернии (ныне деревня Борок Знаменского сельсовета Слуцкого района Минской области Беларуси) в семье крестьян-середняков. В 1918—1922 годах учился в начальной школе родной деревни, в 1922—1926 годах — в школе-семилетке (д. Гродово), которую окончил с отличием. С 1926 года — комсомолец. В 1929 году родители вступили в колхоз.
Печататься начал в 1925 году. В 1926—1930 годах учился в Белорусском педагогическом техникуме (Минск). В 1930 году поступил на педагогический факультет Белорусского университета. Летом 1931 года, после прохождения двух месячных сборов, получил звание младшего командира запаса. В 1931—1933 годах учился в Белорусском высшем педагогическом институте (28 июля 1931 года на основании постановления Совета народных комиссаров БССР педагогический факультет Белорусского государственного университета реорганизован в самостоятельный Белорусский государственный высший педагогический институт).
24 февраля 1933 года арестован органами ОГПУ, привлечён к следствию по ст.ст. 72, 76 УК БССР (член контрреволюционной нацдемовской организации) и решением ОСО (тройки) ОГПУ 10 августа 1933 года определён на трёхгодичное поселение в Казахстан. (Реабилитирован 24 августа 1956 года Судебной коллегией по уголовным делам Верховного суда БССР).
В 1933—1937 годах работал учителем в школах Келесского района:
| Время     | Школа                                                                                | Должность                                 |
| --------- | ------------------------------------------------------------------------------------ | ----------------------------------------- |
| 1933—1934 | школа Совхозуча при совхозе № 70 Казсадвинтреста                                     | завуч и преподаватель                     |
| 1934—1935 | национальная средняя школа села Горное Келесского района Южно-Казахстанской области. | преподаватель                             |
| 1935—1937 | средняя школа села Сары-Агач.                                                        | преподаватель русского языка и литературы |

В сентябре 1937 года поступил на третий курс литературного факультета Ташкентского педагогического института, во время учёбы работал по совместительству преподавателем в национальной средней школе № 5 им. М. Горького Кировского района Ташкента.
В 1938 году перевелся на четвёртый курс литературного факультета Томского государственного педагогического института, который окончил в 1939 году (диплом № 184869 от 8 июля 1939 г., рег. № 183). Во время учёбы в ТГПУ состоял членом научно-исследовательского кружка при кафедре литературы, членом редколлегии стенгазеты факультета, а также работал в качестве преподавателя русского языка и литературы в старших классах в школе № 43 Томска.
В 1939 году поступил в аспирантуру Ташкентского педагогического института. В 1942 году защитил кандидатскую диссертацию на тему «Гуманизм Анатоля Франса». Работал преподавателем, старшим преподавателем, доцентом, деканом факультета, заведующим кафедрой в ТГПИ им. Низами до 1963 года. С 1963 года заведующий кафедрой зарубежной литературы, в 1965—1968 годах декан факультета в Республиканском педагогическом институте русского языка и литературы. В 1965 году защитил докторскую диссертацию на тему «Творчество Анатоля Франса и проблема критического реализма во французской литературе концы XIX — начала XX века». В 1968 году Степану Лиходзиевскому присвоено звание профессора.
Умер 13 февраля 1979 в Ташкенте. Похоронен на кладбище Домбрабад.

### Семья
Жена — Таисия Васильевна Лиходзиевская (1917—2002). Сыновья — Анатолий Лиходзиевский, доктор филологических наук и Юрий Лиходзиевский. Дочь — Светлана Лиходзиевская.

## Творчество
Дебютировал публикацией в газете «Малады араты» (1925). Вступил в литературное объединение «Молодняк», а позже в Белорусскую ассоциацию пролетарских писателей (1928). Товарищ Юлия Таубина, Максима Лужанина, Владимира Ходыко (с последними двумя под коллективным псевдонимом Ліхалі печатал пародийные стихи). В начале 30-х издал четыре сборника поэзии на белорусском языке, после реабилитации — ещё несколько.
Писал на белорусском, русском и узбекском языках. Редактировал книги узбекских поэтов. Входил в редколлегию журнала «Звезда Востока».
Переводил на белорусский язык французских и немецких поэтов (Генрих Гейне, Теофиль Готье, Шарль Бодлер,Сюлли-Прюдом, Поль Верлен, Артюр Рэмбо, Жак Превер, Поль Элюар). Занимался переводами узбекских поэтов (Фуркат, Хамза, Р. Бабаджан, Х. Гулям, Миртемир) на русский и белорусский языки.

### Сборники стихов
- Чырванеюць вішнi (1931)
- Рокаты дальняй прыстанi (1931)
- Крывавыя зьнічкі на сьнезе
- Мы — маладая гвардыя (1932)
- Берасцянка жывых трывог (Минск, 1962)
- Лиходзиевский С. И. Поиски сердолика: Переводы: Стихи. — Ташкент: Изд-во лит. и искусства, 1973. — 106 с.
- Вянкі камунарам, 1974
- Лиходзиевский С. И. Красные маки: Стихи / С. И. Лиходиевский; [Предисл. С. Шушкевича]. — Минск: Мастац. літ., 1981. — 158 с.

### Научные труды
- Лиходзиевский С. И. Анатоль Франс — пламенный защитник русской революции, борец против империализма и войны [Текст] // Труды Среднеазиатского гос. ун-та. Вып. XXIX. Ташкент: Изд-во САГУ, 1952. С 83-104.
- Лиходзиевский С. И. Анатоль Франс [Текст]: Краткий очерк творческого пути / С. Лиходзиевский. Ташкент: Изд-во САГУ, 1954. — 99 с. — 500 экз.
- Лиходзиевский С. И. Анатоль Франс [Текст]: Очерк творчества. Ташкент: Гослитиздат УзССР, 1962. — 419 с.
- Лиходзиевский С. И. Творчество Анатоля Франса и проблема критического реализма во французской литературе концы XIX — начала XX века [Текст]: Автореферат дис. на соискание ученой степени доктора филологических наук / Ин-т мировой литературы им. А. М. Горького АН СССР. — Москва: [б.и.], 1965. 38 с.
- Лиходзиеский С. И. Радость встреч: Сб. лит.-крит. статей. — Ташкент: Изд-во лит. и искусства, 1977. — 206 с.

### Переводы, редактура, комментарии, предисловия
- Хамзи, Хакимзаде Ниязи Избранное [Текст] / Хаким-заде Ниязи Хамза; [Отв. ред. С. И. Лиходзиевский]; [Вступ. статья И. Султанов. «Хамзи Хаким-заде Ниями», С. 3-12]. Ташкент: Госиздат УзССР, 1949. — 198 с.
- Огни Фархада [Текст]: [Лит.-худож. сборник] / [Редколлегия: С. И. Лиходзиевский и др.] — Ташкент: Госиздат УзССР, 1950. — 168 с.
- Франс, Анатоль Собрание сочинений [Текст]: В 8 т.: Пер. с фр. /Под общ. Ред. Е. А. Гунста [и др.]. [Вступ. статья В. А. Дынник, с. 5-51]. — М.: Гослитиздат, 1957—1960. Том. 2.: Ваптозар. Таис. Харчевня «Королевы гусиные лапы». Суждения господина Жерома Куаньяра. Перламутровый ларец / [Коммент. С. Р. Брахман и С. И. Лиходзиевского]; [ил. Б. А. Дехтерев]. — 1958. 879 с.[7]
- Франс, Анатоль Суждения господина Жерома Куаньяра [Текст] / пер. с фр. С. Боброва и М. Богословской; [Послесл. И. Ковалевой]; [Примеч. С. Лиходзиевского]; Грав. Худож. В. Фаворского. — М.: Гослитиздат, 1963. — 213 с.
- Из истории зарубежной литературы [Текст]: [Сборник статей] / [Отв. ред. канд. филол. наук С. И. Лиходзиевский]. — Ташкент: Наука, 1965. — 132 с. (Ученые записки / М-во высш. и сред. спец. образования УзССР. Респ. пед. ин-т рус. яз. и литературы; Вып. 3).
- Идейность и мастерство русской литературы: [Сборник статей / Отв. ред. канд. филол. наук С. И. Лиходзиевский]: М-во высш. и сред. спец. образования УзССР. Респ. пед. ин-т рус. яз. и литературы. — Ташкент: Наука, 1965. — 78 с.
- Бородин С. П. Египтянин: Романы, повести, новеллы, очерки / [Предисл. д-ра филол. наук С. Лиходзиевского; ил.: Гриднев м Граббе]. — Ташкент: Изд-во худож. лит. 1969. — 396 с.
- Франс, Анатоль Вальтасар; Таис; Перламутровый ларец: [Роман, новеллы]: Пер. с фр. /Анатоль Франс; [Коммент. С. Р. Брахман, С. И. Лиходзиевский; Худож. А. Никулин]. М.: Известия, 1992. — 431 с.

### Критические статьи по узбекской литературе
- О рассказах Абдуллы Каххара (1946)
- Узбекский исторический роман (1947)
- Поэма Айбека «Девушки» (1949)
- О прошлом и настоящем узбекской сатиры (1953)
- Всегда в труде и поиске (об С. Бородине, 1962)

## Награды
- Медаль «За доблестный труд в Великой Отечественной войне 1941—1945 гг.»
- Медаль «Тридцать лет победы в Великой Отечественной войне 1941—1945 гг.»
- Почетная грамота Президиума Верховного Совета УзССР (1959)
- Почетная грамота Президиума Верховного Совета БССР (1967)